# Procambarus nechesae
Procambarus nechesae är en sötvattenlevande kräfta som lever endemiskt i USA.